# La Fresnais
La Fresnais (bretonisch: An Onneg) ist eine französische Gemeinde mit 2.508 Einwohnern (Stand: 1. Januar 2022) im Département Ille-et-Vilaine in der Region Bretagne. Sie gehört zum Arrondissement Saint-Malo und zum Kanton Dol-de-Bretagne. Die Einwohner werden Fresnaisiens und Fresnaisiennes genannt.

## Geografie
La Fresnais liegt etwa 14 Kilometer ostsüdöstlich von Saint-Malo nahe der Atlantikküste (Bucht von Mont-Saint-Michel). Umgeben wird La Fresnais von den Nachbargemeinden Hirel im Norden und Osten, Mont-Dol im Südosten, Roz-Landrieux und Lillemer im Süden, Saint-Guinoux im Südwesten, La Gouesnière im Westen sowie Saint-Benoît-des-Ondes im Nordwesten.
Der Ort hat einen Bahnhof an der Bahnstrecke Rennes–Saint-Malo.

## Bevölkerungsentwicklung
| Jahr                       | 1962 | 1968 | 1975 | 1982 | 1990 | 1999 | 2011 | 2020 |
| Einwohner                  | 1598 | 1652 | 1649 | 1778 | 1955 | 1948 | 2235 | 2546 |
| Quellen: Cassini und INSEE |      |      |      |      |      |      |      |      |

## Sehenswürdigkeiten
- Kirche Saint-Méen-Sainte-Croix (1889 bis 1891 erbaut, Monument historique[1])

Kirche Saint-Méen-Sainte-Croix